# Катастрофа Boeing 737 у Яванському морі (2021)
Катастрофа Boeing 737 поблизу Джакарти (2021) — авіаційна катастрофа, яка сталася під час регулярного внутрішнього пасажирського рейсу в Індонезії 9 січня 2021 року поблизу Джакарти і забрала життя 62 осіб, з них 50 пасажирів та 12 членів екіпажу. Літак авіакомпанії Sriwijaya Air виконував рейс з аеропорту Сукарно-Хатта в Джакарті до аеропорту Супадіо в Понтіанаку і вдень 9 січня 2021 року зник за 4 хв. після вильоту. Літак розбився у Яванському морі поблизу архіпелагу Серібу, за 19 км (12 миль) від аеропорту в районі островів Мале і Локі.

## Літак
Виконував рейс літак Boeing 737—524, зареєстрований як PK-CLC (MSN 27323). Він був виготовлений 1994 року в Рентоні, штат Вашингтон, і переданий американській авіакомпанії Continental Airlines 31 травня того ж року під реєстраційним номером N27610. Потім літак на короткий час став частиною флоту авіакомпанії United Airlines під тим самим реєстраційним номером 1 жовтня 2010 року, а 15 травня 2012 року став частиною флоту індонезійської авіакомпанії Sriwijaya Air. Літак був оснащений двома двигунами CFMI CFM56-3B1. Sriwijaya Air назвала літак Citra.

## Деталі польоту
За графіком літак мав злетіти з міжнародного аеропорту Сукарно — Хатта в Тангерангу, провінція Бантен о 13:25 за західним індонезійським часом (06:25 UTC) і прибути до міжнародного аеропорту Супадіо в Понтіанаку, провінція Західний Калімантан, о 14:50 (08:50 UTC). Літак злетів зі злітно-посадкової смуги 25R (25 права) о 14:14 за місцевим часом.
Рейс 182 здійснював підйом до висоти 13 000 фут (4 000 м) коли він різко повернув праворуч і втратив висоту. Згідно з даними польоту AirNav Radarbox, літак різко втратив висоту під час підйому з 10 900 фут (3 300 м) до 7 650 фут (2 330 м) о 07:40 UTC. За даними FlightRadar24, що через чотири хвилини після зльоту літак втратив 10 000 фут (3 000 м) висоти менше ніж за хвилину. Останній контакт з органами управління повітряним рухом відбувся о 14:40 за місцевим часом (07:40 UTC). Літак у цей час знаходився над Яванським морем та впав за 19 кілометрів (10 морських миль) від Міжнародного аеропорту Сукарно — Хатта, поблизу острова Лакі.

## Екіпаж та пасажири
Спочатку повідомлялося, що в літаку було 56 пасажирів та 6 членів екіпажу (усі індонезійці), у тому числі семеро дітей та троє немовлят. За даними Міністерства транспорту та Національного пошуково-рятувальне агентство (BASARNAS) на борту літака перебувало 50 пасажирів та 12 членів екіпажу.
Екіпаж літака складався з командира повітряного судна Афвана та другого пілота Дієго М., а також чотирьох стюардес. Також на борту було ще 6 членів екіпажу, включаючи командира повітряного судна, також були на борту літака.
Літак також перевозив вантаж вагою 500 кг (1100 фунтів).

## Пошуково-рятувальні роботи
Падіння літака бачило кілька очевидців. Зокрема, місцевий рибалка сказав, що літак розбився за 14 метрів від нього, а «шматок» літака горів ще до його удару об воду. За словами, очевидців серед мешканців архіпелагу Серібу, у цей час йшов дощ, але вони чули два вибухи Перша інформація про авіакатастрофу поблизу Серібу з'явилась о 14:30, в якій ішлося, що рибалка повідомив про падіння та вибух літака у морі. Станом на 16 годину за місцевим часом рятувальникам у пошуку літака допомагають волонтери серед місцевих жителів
Голова Індонезійського національного пошуково-рятувального агентства Багус Пурухіто повідомив, що місце катастрофи було розташоване в 20 кілометрах (11 морських миль) від міжнародного аеропорту Сукарно-Хатта. Екіпаж судна Міністерства транспорту повідомив, що фрагменти тіл, частини одягу, електроніки та уламків були підняті з води поблизу Серібу. Також знайдені плями авіаційного пального навколо цього місця. За оцінками, море має глибину у місці ймовірного місця катастрофи глибину близько 15—16 метрів
Індонезійське національне пошуково-рятувальне агентство (індонез. BASARNAS) негайно направило рятувальників на місце катастрофи, а Національна поліція Індонезії та Міністерство транспорту Індонезії створили кризові центри у порту Танджунг Пріок та Міжнародному аеропорту Сукарно-Хатта відповідно. Військово-морські сили Індонезії направили низку суден для пошуково-рятувальних операцій разом із вертольотами та військовими водолазами з підрозділу KOPASKA.
Індонезійський національний комітет з безпеки на транспорті (NTSC) повідомив, що направив своє судно для допомоги в пошуково-рятувальній операції, яке раніше брало участь у пошуково-рятувальних операціях з численних авіаційних аварій, включаючи катастрофу Boeing 737 над Яванським морем та катастрофа A320 у Яванському морі.
Basarnas повідомив, що пінг з літака Emergency Locator Transmitter (ELT) не було чутно.

## Розслідування
22 січня було остаточно рохшифровано чорні скриньки з літака, з яких стало відомо, що перед катастрофою відмовила система подачі палива в один з двох двигунів. Літак має можливість летіти на одному двигуні, але пілоти порушили інструкцію, спробувавши відновити подачу палива.